# Білогуб-Вернигір Ганна
Ганна Білогуб-Вернигір (1900—1972) — українська бандуристка, педагогиня та підпільниця.

## Життєпис
Переховувалася від переслідувань кадебістів, учасниця підпілля, бандуристка. Одружена з підполковником ДА УНР Дмитром Білогубом, народила синя Юрія (загинув у лавах УПА, де також грав бійцям на бандурі).
У міжвоєнний період мешкала з чоловіком у Луцьку, очолювала Українську гімназію імені Лесі Українки.
Викладала в Струсівській обласній санаторній школі-інтернаті. Заснувала Струсівську капелу бандуристів.
Померла 2 лютого 1972 року.